# 安格勒斯公園 (佛羅里達州)
安格勒斯公園（英語：Anglers Park）是位於美國佛羅里達州門羅縣的一個人口普查指定地區。

## 地理
安格勒斯公園的座標為25°08′24″N 80°23′49″W / 25.14000°N 80.39694°W，而該地最高點為海拔高度3米（即10英尺）。

## 人口
根據2010年美國人口普查的數據，安格勒斯公園的面積為5.00平方千米，當中陸地面積為5.00平方千米，而水域面積為5.00平方千米。當地共有人口500人，而人口密度為每平方千米100人。